# Macodou N'Diaye
Macodou N'Diaye (21 december 1962) is een Senegalese Internationaal Grootmeester dammen.
Hij werd Senegalees kampioen in 1993 en Afrikaans kampioen in 1988, 1990, 1992, 1994 en 2009 en nam regelmatig deel aan het wereldkampioenschap met als  beste prestaties de 4e plaats in 1990 en de gedeelde 3e plaats in 1994. 
Hij speelde regelmatig meerdaagse damtoernooien en won daarbij Brunssum Open in 2012 en 2013, Bunschoten Open in 2004 en 2016, Nijmegen Open in 1996 en Thailand Open in 2011, 2014, 2015, 2017 en 2019. 

## Deelname aan hetwereldkampioenschap
| Jaar | Locatie   | Klassering        | Score | W-R-V  |
| ---- | --------- | ----------------- | ----- | ------ |
| 1986 | Groningen | ged. 15           | 19-16 | 4-8-7  |
| 1990 | Groningen | 4                 | 19-25 | 7-11-1 |
| 1992 | Toulon    | 15                | 23-23 | 5-13-5 |
| 1994 | Den Haag  | ged. 3            | 19-24 | 7-10-2 |
| 1996 | Abidjan   | ged. 2 in groep D | 7-8   | 2-4-1  |
| 2017 | Tallinn   | ged. 6 in groep C | 8-10  | 2-6-0  |